# Спремност (новине)
Спремност су биле недељне илустроване новине Усташког покрета из Загребa, магазин општег типа, који је писао о; политици, рату, економији и култури, излазиле су од почетка 1942. до слома НДХ 1945.

## Уређивачка политика
Од успоставе Независне Државе Хрватске главни дневни листови били су Хрватски народ и Нова Хрватска а Спремност главни недељни часопис општег профила. Уз њих су још излазили шаљиви седмични магазин Шило, дневни лист Господарство и магазини Хрватски радник, Плуг, Плава ревија, Хрватска ревија и Виенац....
Часопис Спремност покренут је тек након што је усташки режим овладао методама тоталне контроле штампе. Покретач и главни организатор био је Иво Богдан а главни уредник са најдужим стажом Тијас Мортиђија (до 1944). Поред Мортиђије и Богдана у Спремности су редовно објављивали чланке о политици; Миливој Магдић, Марковић Штедимлија и Анте Цилига (од 1943). Магдић је био задужен за критику марксизма, Штедимлија (Црногорац) био је редакцијски специјалист за балканска питања и четнике, а Цилига за Совјетски Савез (он је у Русији провео око 10 година). Остали важнији сарадници Спремности били су: Љубомир Мараковић (књижевност), Тон Смердел, Радослав Главаш, Алберт Халер, Антун Барац и Миховил Комбол.
Спремност је штампала есеје, критике и политичке хистрографијске студије. Магазин је за разлику од свих осталих новина имао сталну рубрику Одјеци из света у којој су се преносиле и вести са друге непријатељске савезничке стране као и вести из осовинских земаља и осталих неутралних земаља. Најчешће су те вести објављиване уз врло тендециозне коментаре, америчка политика приказивала се као строго империјалистичка, а готово идентичан став часопис је имао и према политици Совјетског Савеза, с том разликом што је за СССР тврдио да му је циљ - поробљавање малих источноевропских народа, - док је за Америку тврдио да жели преотети све дотадашње колонијално царство Уједињеног Краљевства и Француске.
Спремност је у целости био типични марионетски часопис свога времена с изразито јаком националистичком нотом, - бранио је политику својих спонзора, а критички писао о политици противника противника и настојала је приказати као погубну за Европу. Савезници су уопштено приказивани као једна неприродна интересна коалиција Јевреја, Масона i Комуниста. Спремност је тако већ 13. септембра 1942. објавила чланак Иве Богдана у којем је написао да се НДХ-а мора одупрети »Јеврејима, масонима, комунистима« као и унутрашњим непријатељима, и то »храброшћу, одлучношћу и политичком далековидношћу«.

Чак и када је било савршено јасно да ће осовинске силе изгубити рат, савезнички успеси су приказивани у сасвим другом светлу или су минимазовани. Тако се англоамерички десант на Сицилију, - приказао као војнички потпуно неважан догађај, који уопште неће имати никакав утицај на главни источни фронт.

Главни уредник Тијас Мортиђија давао је тон часопису у својој уредничкој колумни, и колумни коју је потписивао са фантомским именом Помет у којој се често на ироничан начин освртао на тадашње културне прилике у Хрватској, и на њене главне актере, тада знане писце, музичаре, глумце, сликаре и управитеље културних институција...